# Tabel matematic
Tabelele matematice sunt liste de numere care arată rezultatele unui calcul cu diferite argumente. Tabelele trigonometrice au fost folosite în Grecia Antică și India pentru aplicații în astronomie și navigația astronomică⁠(d) și au continuat să fie utilizate pe scară largă pentru a simplifica și accelera drastic calculele până când calculatoarele electronice au devenit ieftine și abundente. Tabelele de logaritmi și funcții trigonometrice erau comune în manualele de matematică și știință, iar pentru numeroase aplicații au fost publicate tabele specializate.

## Istoric și uz
Primele tabele trigonometrice cunoscute au fost făcute de Hiparh (c. 190 – c. 120 î.Hr.) și Menelau din Alexandria (c. 70 – 140 d.Hr.), dar ambele s-au pierdut. Împreună cu tabelul supraviețuitor al lui Ptolemeu⁠(d) (c. 90 – c. 68 d.Hr.), toate erau tabele de coarde, nu de semicoarde, adică funcția sinus. Tabelul matematicianului indian Āryabhaṭa⁠(d) (476–550) este considerat ca fiind primul tabel de sinusuri întocmit vreodată. Tabelul lui Āryabhaṭa a rămas tabelul standard de sinusuri în India antică. Au existat încercări continue de a îmbunătăți acuratețea acestui tabel, culminând cu descoperirea seriilor de puteri⁠(d) ale funcțiilor sinus și cosinus de către Madhava din Sangamagrama (c. 1350 – c. 1425) și întocmirea tabelului de sinusuri al lui Madhava⁠(d), cu valori cu precizia de șapte sau opt zecimale.
Tabelele de logaritmi zecimali au fost folosite până la inventarea calculatoarelor pentru a face înmulțiri, împărțiri și ridicări la putere rapide, inclusiv extragerea radicalilor de ordinul n.
Calculatoarele mecanice au fost folosite în secolul al XIX-lea pentru a calcula aproximații polinomiale ale funcțiilor logaritmice, adică pentru a calcula tabele logaritmice mari. Acest lucru a fost motivat în principal de erorile din tabelele logaritmice făcute de calculatorii din epocă. Primele calculatoare digitale au fost dezvoltate în timpul celui de Al Doilea Război Mondial, parțial pentru a produce tabele matematice specializate pentru artilerie. Din 1972, odată cu apariția calculatoarelor de buzunar științifice, majoritatea tabelelor matematice au ieșit din uz.
Unele tabele de funcții speciale⁠(d) sunt încă folosite. De exemplu tabelele de valori ale funcției de distribuție cumulativă⁠(d) a distribuției Gauss rămân uzuale și astăzi, mai ales în școli, deși utilizarea calculatoarelor științifice și grafice face ca astfel de tabele să fie redundante.
Tabelele stocate în memoria cu acces aleator este o tehnică obișnuită de optimizare a programelor de calculator, în care utilizarea unor astfel de tabele accelerează calculele în acele cazuri în care o căutare în tabel este mai rapidă decât recalcularea valorii (în special dacă computerul în cauză nu are o implementare hardware a calculelor). Se face un compromis cu privire la spațiu-timp (memorie/viteză).

## Tabele de logaritmi

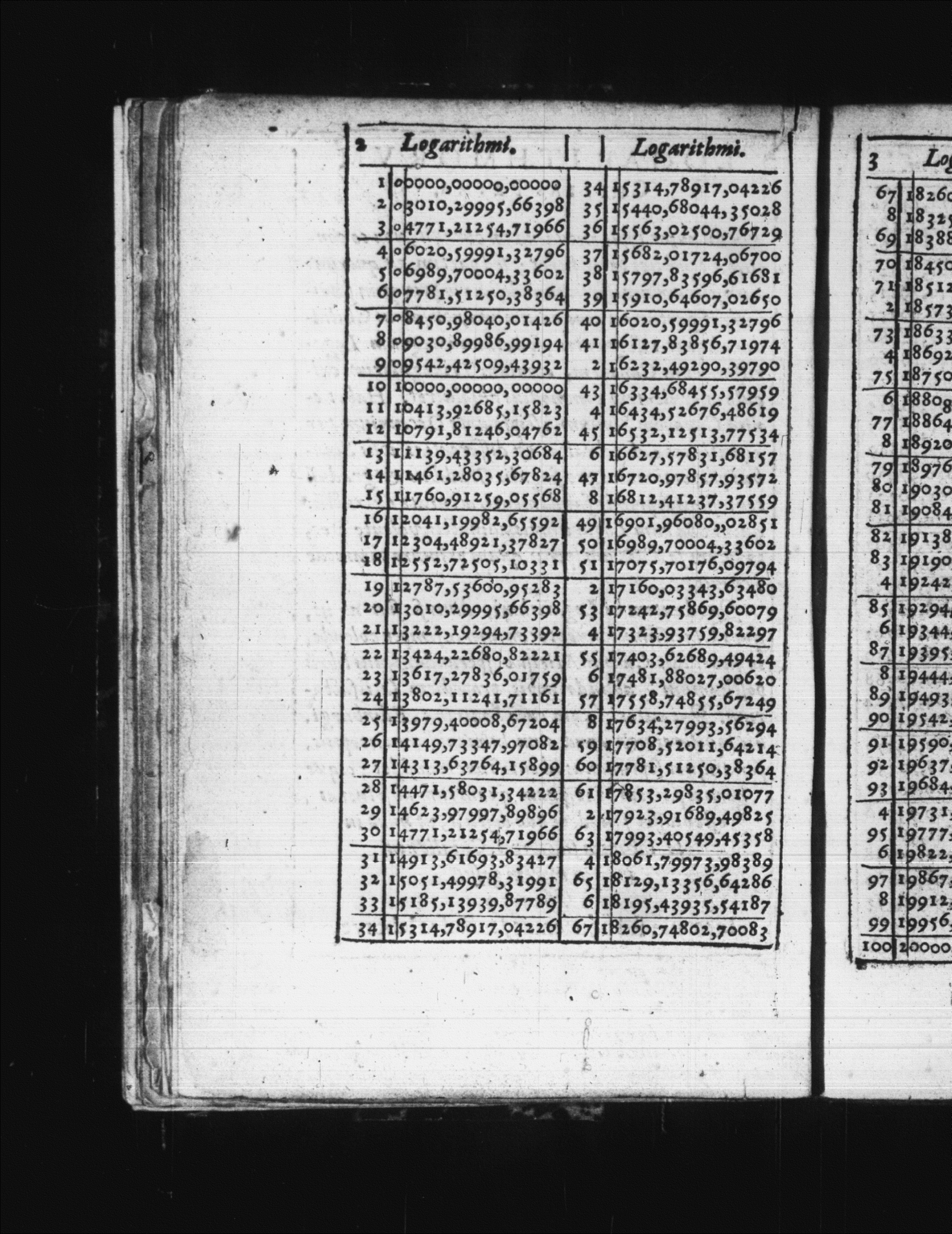
O pagină din Logarithmorum Chilias Prima din 1617 de Henry Briggs care arată logaritmul în bază 10 al numerelor întregi de la 0 la 67 cu paisprezece zecimale

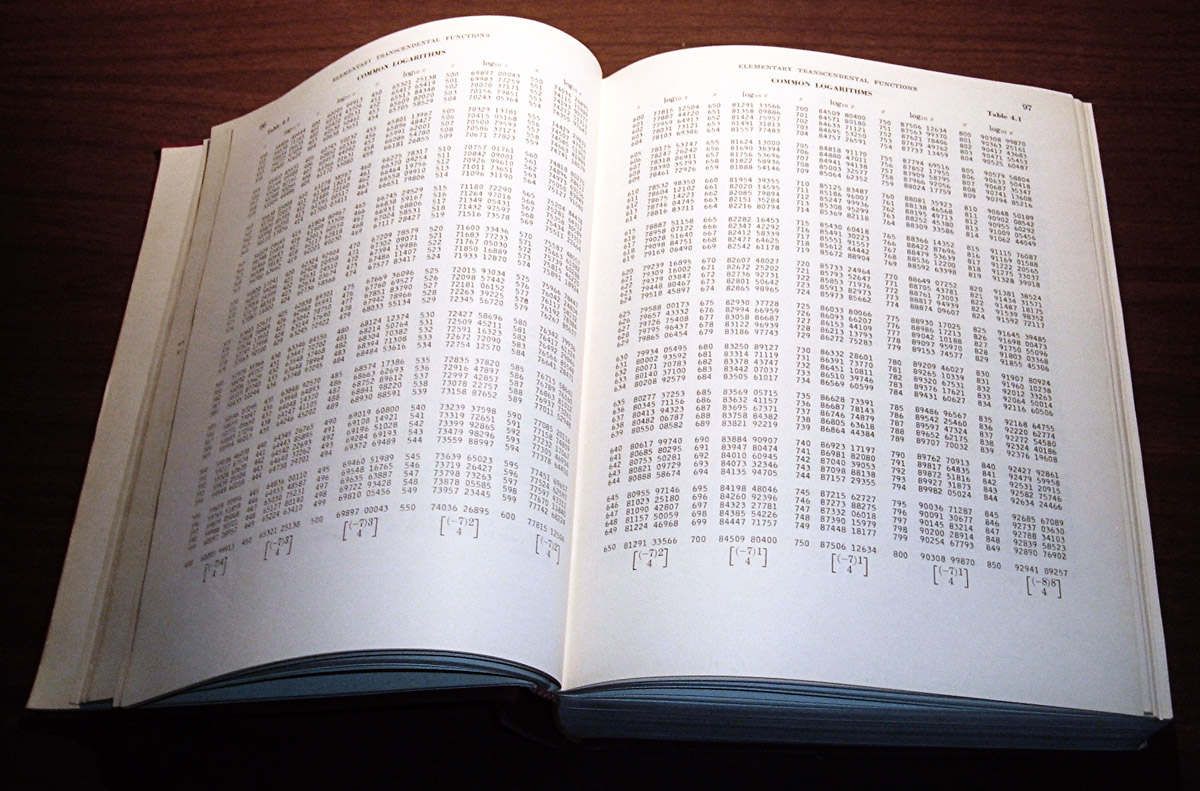
Parte dintr-un tabel de logaritmi zecimali din secolul al XX-lea din cartea de referință Abramowitz și Stegun

O pagină dintr-un tabel de logaritmi ai funcțiilor trigonometrice din American Practical Navigator din 2002; sunt imcluse coloanele de diferențe pentru a ajuta

Tabelele care conțin logaritmii zecimali au fost utilizate pe scară largă în calcule înainte de apariția calculatoarelor electronice, deoarece logaritmii înlocuiesc operațiile de înmulțire și împărțire cu operații de adunare și scădere, mult mai ușoare. Logaritmii zecimali au o proprietate suplimentară care este unică și utilă: logaritmii zecimali al numerelor mai mari decât 1 care diferă doar printr-un factor de putere de zece au toți aceeași parte fracționară, cunoscută sub numele de „mantisă” (a nu se confunda cu mantisa din reprezentarea științifică⁠(d) a numerelor). Tabelele de logaritmi zecimali cuprind de obicei doar mantisele; partea întreagă a logaritmului, cunoscută sub numele de „caracteristică”, poate fi determinată ușor prin numărarea cifrelor dinaintea virgulei din numărul original. Un principiu similar permite calcularea rapidă a logaritmilor numerelor pozitive mai mici decât 1. Astfel, un singur tabel de logaritmi zecimali poate fi utilizat pentru întregul interval de numere zecimale pozitive.

### Istoric
În 1544, Michael Stifel a publicat Arithmetica integra, care conține un tabel de numere întregi și puteri ale lui 2, care a fost considerată o versiune timpurie a unui tabel logaritmic.
Metoda logaritmilor a fost adusă la cunoștința publicului de John Napier în 1614, într-o carte intitulată Mirifici Logarithmorum Canonis Descriptio (în română Descrierea canonică a minunaților logaritmi). Cartea conținea cincizeci și șapte de pagini de materiale explicative și nouăzeci de pagini de tabele legate de logaritmii naturali. Matematicianul englez Henry Briggs l-a vizitat pe Napier în 1615 și a propus o redimensionare a logaritmilor lui Napier în forma care acum este cunoscută sub numele de logaritmi zecimali. Napier i-a încredințat lui Briggs calculul unui tabel revizuit. În 1617 au publicat „Logarithmorum Chilias Prima” (în română Logaritmii primei mii), care cuprindea o scurtă prezentare a logaritmilor și un tabel pentru primele 1000 de numere întregi calculate până la a 14-a zecimală.
Logaritmii zecimali, aplicați și la exponențieri, au făcut calculele manuale mult mai rapide.

## Tabele trigonometrice
Calculele trigonometrice au jucat un rol important în studiul timpuriu al astronomiei. Primele tabele au fost întocmite prin aplicarea în mod repetat a formulelor trigonometrice (cum ar fi formulele jumătății unghiurilor sau a sumei unghiurilor) pentru a obține alte valori pe baza celor cunoscute.

### Un exemplu simplu
Pentru a calcula funcția sinus de 75° 9′ 50″ folosind un tabel de funcții trigonometrice, cum ar fi tabelul Bernegger din 1619 ilustrat mai sus, s-ar putea pur și simplu rotunji la 75° 10′ și apoi căutată valoarea pe pagina de 75°, afișată sus-dreapta, care este 0,9666746.
Însă, acest răspuns este exact cu doar patru zecimale. Dacă se dorește o precizie mai mare, se poate interpola liniar după cum urmează:
Din tabelul lui Bernegger:
sin (75° 10′) = 0,9666746
sin (75° 9′) = 0,9666001
Diferența între aceste valori este 0,0000745.
Deoarece un minut de arc are 60 de secunde de arc, se înmulțește diferența cu 50/60 pentru a obține o corecție de (50/60)×0,0000745 ≈ 0,0000621, care se adună la valoarea sin (75° 9′), obținându-se:
sin (75° 9′ 50″) ≈ sin (75° 9′) + 0,0000621 = 0,9666001 + 0,0000621 = 0,9666622
Un calculator modern dă valoarea sin(75° 9′ 50″) = 0,96666219991, deci valoarea interpolată din tabelul lui Bernegger are o precizie de 7 zecimale.
Pentru tabelele cu o precizie mai mare poate fi necesară o interpolare de ordin mai mare. În perioada de dinaintea calculatoarelor electronice interpolarea datelor din tabel era singura modalitate practică de a obține valori de mare precizie ale funcțiilor matematice necesare pentru aplicații precum navigația, astronomia și topografia. Pentru a înțelege importanța acurateței în aplicații precum navigația, la nivelul mării un minut de arc de-a lungul ecuatorului Pământului sau un meridian (sau în orice cerc mare) este egal cu o milă marină (1,852 km).